# Folleville, Somme
Folleville är en kommun i departementet Somme i regionen Hauts-de-France i norra Frankrike. Kommunen ligger i kantonen Ailly-sur-Noye som tillhör arrondissementet Montdidier. År 2022 hade Folleville 142 invånare.

## Befolkningsutveckling
Antalet invånare i kommunen Folleville
| Referens: INSEE |